# André & Wally B kalandjai
Az André & Wally B kalandjai (eredeti cím: The Adventures of André and Wally B.) a Lucasfilm 1984-es animációs rövidfilmje. A számítógépes grafikával készült projektben részt vettek a kezdő Pixar Animation Studios cég munkatársai is. Noha technikailag nem tartozik a Pixar rövidfilmjei közé, az animáció annak a  John Lasseternek az első munkája, aki a cég meghatározó egyénisége lett. A rövidfilm címe tisztelgés a My Dinner with André előtt, amiben Wally Shawn játszotta a főszerepet.

## Történet
Egy André nevű személyt követhetünk nyomon, amint felébred az erdőben és farkasszemet néz egy méhvel, Wally B-vel. Mikor André ujját az ellenkező irány felé szegezi, a méh hátranéz, mialatt Andrénak sikerül elszaladnia. Wally üldözőbe veszi és végül elkapja, majd visszatér a képernyőre elhajlott fullánkkal.

## Háttér
A produkció alkotói közé tartozik Alvy Ray Smith (koncepció/rendezés), John Lasseter (animáció), Bill Reeves (technikai vezetés), Tom Duff (technikai hozzájárulás), Eben Ostby, Rob Cook, Loren Carpenter, Ed Catmull, David Salesin, Tom Porter és Sam Leffler. Fényképezte David DiFrancesco, Tom Noggle és Don Conway, a számítógépes logisztika Craig Good munkája. Az alkotás animációja valóságos úttörésnek számított akkoriban, először használva a motion blur technikát a számítógépes animációban. John Lasseter manipulálható alakzatokat hozott létre, amik képesek a "squash and stretch" stílusra; a korábbi CG-modellek általában korlátozottan voltak képesek a merev geometriai formákra. A renderelést egy Cray X-MP/48-on (64 MB-s RAM) és tíz, a Project Athena-ból származó VAX11/750's-on hajtották végre.